# Московский дом композиторов
Московский дом композиторов (МДК) — концертная площадка Союза композиторов, а также место проведения музыкальных фестивалей, конференций и конкурсов. В МДК выступали симфонические оркестры под руководством Евгения Светланова, Кирилла Кондрашина, Геннадия Рождественского; струнные квартеты имени Бородина и Бетховена; солисты Святослав Рихтер, Мстислав Ростропович, Владимир Спиваков, Юрий Башмет и другие.

## История
Московский дом композиторов основан в 1963 году как Всесоюзный дом композиторов (ВДК) по инициативе Союза композиторов СССР. Работой дома руководил Художественный совет из авторитетных композиторов и музыковедов, который возглавлял Тихон Хренников. В 1990 году ВДК получил современное название.
В Доме композиторов были организованы и действовали «малые» клубы по различным жанрам композиторского творчества: симфонической, хоровой, джазовой музыки и т. д. С 1965 по 2012 годы при МДК работал Московский молодежный музыкальный клуб, которым 47 сезонов руководил Григорий Фрид. В разное время здесь обсуждали неофициальную живопись, музыкальный авангард и запрещённую литературу. На заседаниях клуба проводились творческие вечера Дмитрия Шостаковича, Арама Хачатуряна, Родиона Щедрина, Яна Френкеля, Александры Пахмутовой.
На протяжении 40 лет (1969—2009) работал Клуб искусств («Юные ленинцы» — «Вдохновение» — «Сезоны Татьяны Смирновой»), художественным руководителем которого все годы была композитор и пианистка, заслуженный деятель искусств РСФСР, профессор Московской консерватории им. П. И. Чайковского Татьяна Смирнова. Огромная просветительская деятельность Клуба и нетрадиционные формы его работы сделали Дом композиторов еще более привлекательным для любителей музыки, поэзии и живописи. В программах Клуба были осуществлены десятки тематических циклов, в которых принимали участие выдающиеся современники- композиторы, музыканты-исполнители, поэты, художники (Иван Петров, Виктория Иванова, Рудольф Керер, Татьяна Николаева, Андрей Корсаков, Галина Писаренко, Валентина Левко, Алла Соленкова, Людмила Белобрагина, Виктор Параскева и многие другие, а также камерные ансамбли «Барокко», «Концертино», оркестры и хоровые коллективы). Одной из постоянных рубрик Клуба искусств долгие годы была «Золотые страницы русской поэзии», в исполнении артистов Рогволда Суховерко, Леонида Зверинцева, Андрея Гетмана.
В своей просветительской деятельности Татьяна Смирнова сочетала роли музыковеда, интересного собеседника, музыканта-исполнителя, выступая в качестве солистки, концертмейстера, ансамблиста. Ежегодный «День премьер» в последнее десятилетие входил в программы международного музыкального фестиваля «Московская осень».
В доме регулярно проводятся концерты современных композиторов из России, стран СНГ и других зарубежных стран. При нём работает летняя вокально-театральная академия, где проводят групповые и индивидуальные занятия по вокалу, вокальному ансамблю, сценической речи, сценическому движению, актерскому мастерству, режиссуре и музыкальному театру.
МДК также является местом гражданских панихид по музыкальным деятелям. Здесь прощались с Оскаром Фельцманом, Владиславом Казениным и другими.

## Структура

Табличка на доме композиторов в Москве, посвящённая Араму Ильичу Хачатуряну

Табличка на доме композиторов в Москве, посвящённая Дмитрию Дмитриевичу Шостаковичу

В Московском дом композиторов располагается два зала. Большой вмещает 300 человек, на его сцене установлены два рояля Steinway, электроорган Viscount Prestige, клавесин Lindholm, челеста Mustel Paris, литавры, колокола, хоровые станки, а также используется звуковое и световое оборудование «Пилот». В Малом зале, рассчитанном на 50 посадочных мест, проводят конференции, камерные концерты, пресс-конференции.
В МДК расположена студия звукозаписи, где были созданы и хранятся почти все сочинения советских авторов, работает нотная библиотека, насчитывающая десятки тысяч названий. Верхние этажи здания занимают квартиры членов Союза композиторов, ранее в этих комнатах жили Дмитрий Шостакович, Арам Хачатурян, Леонид Коган и др.

## Деятельность
Главное событие в работе Московского дома композиторов — участие в ежегодных концертных программах Международного фестиваля современной музыки «Московская осень», который был учрежден в 1979 году. На этом фестивале в разное время показывали премьеры своих произведений Родион Щедрин, Андрей Эшпай, Борис Чайковский, Георгий Дмитриев,София Губайдулина, Альфред Шнитке, Татьяна Смирнова. Также Дом композиторов проводит Всероссийский музыкальный конкурс по специальности «оперно-симфоническое дирижирование», в 2015 году в составе жюри были Юрий Симонов (председатель), Валерий Ворона, Михаил Гантварг, Томас Зандерлинг, Юрий Кочнев и др. В выступлениях конкурсантов принял участие Академический симфонический оркестр Московской филармонии. МДК принимает ежегодный вокальный конкурс молодых исполнителей «Весёлый ветер» им. Исаака Дунаевского. Президентом конкурса является композитор Максим Дунаевский, его организуют Международный вокальный центр «Сольвейг», Московский Дом композиторов и Союз московских композиторов.
В 2013 году в Доме композиторов исполнили «Му» («Пустота») Сомэй Сато, концерт для фортепиано и камерного оркестра Такаси Ёсимацу (р. 1953) «Плач по Токи», «Единство разного» Елены Агабабовой. Фестиваль «Окно в Швейцарию» 2015 года также прошёл в Большом зале Московского дома композиторов, где выступили известные швейцарские и российские исполнители. В 2016 году в МДК симфонический оркестр колледжа музыкально-театрального искусства имени Галины Вишневской исполнил оперу Владислава Агафонникова «Анна Снегина», и состоялась премьера спектакля «Поэтическая песнь о Златоусте» по стихотворениям Константина Скворцова.
В 2017 году в рамках фестиваля «Ты, Моцарт, бог…» камерный оркестр «Времена года» исполнил концерт для скрипки и фортепиано. Дирижёром был Владислав Булахов, солистами — Дмитрий Хахамов, Филипп Лынов и Чэнь Вэнь ЦЗИН. В июне того же года в Большом зале прошёл «Концерт для света с оркестром» камерного оркестра «Коллегиум Музикум». В программе звучали произведения Йозефа Гайдна, Иоганна Пахельбеля и других композиторов. В рамках музыкального форума «На пересечении прошлого и будущего» в 2017 году в МДК впервые прошёл Международный конкурс исполнителей имени Альфреда Шнитке в номинациях «Фортепиано соло» и «Камерный ансамбль». Жюри возглавляла вдова пианистка Ирина Шнитке.